# Science-Fiction-Jahr 1937
Übersicht

◄◄ | ◄ | 1933 | 1934 | 1935 | 1936 | Science-Fiction-Jahr 1937 | 1938 | 1939 | 1940 | 1941 | ► | ►►

Weitere Ereignisse

## Neuerscheinungen Literatur
| Deutscher Titel            | Deutschsprachiges Erscheinungsjahr | Originaltitel  | Autor              | Anmerkungen |
| -------------------------- | ---------------------------------- | -------------- | ------------------ | ----------- |
| Der Sternenschöpfer        | 1966                               | Star Maker     | Olaf Stapledon     | Rezension   |
| Nacht der braunen Schatten | 1995                               | Swastika Night | Katharine Burdekin |             |

## Neuerscheinungen Filme
| Deutscher Titel               | Deutschsprachiges Erscheinungsjahr | Originaltitel | Regie          | Anmerkungen                                                   |
| ----------------------------- | ---------------------------------- | ------------- | -------------- | ------------------------------------------------------------- |
| In den Fesseln von Shangri-La | 1938 (Synchronisation 1950)        | Lost Horizon  | Frank Capra    | Vorlage war der Roman Der verlorene Horizont von James Hilton |
| Nachtschlüssel                |                                    | Night Key     | Lloyd Corrigan |                                                               |
| Weltraumschiff I startet      | –                                  | –             | Anton Kutter   |                                                               |

## Neuerscheinungen Fernsehserien
| Deutscher Titel    | gesendet | Originaltitel      | Episoden | Staffeln | Anmerkungen |
| ------------------ | -------- | ------------------ | -------- | -------- | ----------- |
| S.O.S. Coast Guard |          | S.O.S. Coast Guard | 12       | 1        |             |

## Geboren
- Jean-Pierre Andrevon
- Barrington J. Bayley († 2008)
- Anders Bodelsen († 2021)
- Winfried Bruckner († 2003)
- Terry Carr († 1987)
- Walter Robert Fuchs († 1976)
- Jimmy Guieu, Pseudonym von Henri René Guieu († 2000)
- Lee Harding († 2023)
- Hubert Horstmann
- Gérard Klein
- Glen A. Larson  († 2014), er schuf die TV-Serie Kampfstern Galactica
- Peter Leukefeld († 1983)
- Donald J. Pfeil († 1989)
- Joanna Russ († 2011)
- Conrad Shepherd, († 2020) Pseudonym von Konrad Schaef
- John Sladek († 2000)
- Emma Tennant († 2017)
- Adam Wiśniewski-Snerg († 1995)
- Roger Zelazny († 1995)

## Gestorben
- Jewgenij Samjatin (* 1884)